# Basketball Champions League
Basketball Champions League is de tweede/derde internationale basketbalcompetitie voor herenclubs in Europa na de EuroLeague (onder de vlag van ULEB). Volgens FIBA Europe is de 'Basketball Champions League' (georganiseerd door FIBA Europe) de tweede competitie, volgens ULEB de EuroCup (georganiseerd door ULEB). Binnen de FIBA Europe-toernooien staat ze boven de FIBA Europe Cup. Het toernooi is opgericht in 2016. FIBA verzocht de nationale bonden zich te committeren aan dit toernooi en hun teams te registreren in deze competitie.

## Historie
FIBA organiseerde ooit een Europa Cup-wedstrijd voor basketbalclubs. Nadat FIBA deze wedstrijd opnieuw had hervormd voor het seizoen 1996/97, noemde het het de EuroLeague. Als gevolg hiervan sloten andere nationale bondsverenigingen zich aan bij de ULEB, opgericht in 1991, die ooit was opgericht om de belangen van nationale verenigingen ten opzichte van FIBA beter te beschermen en om de ontwikkeling van basketbal in Europa te bevorderen.
Omdat de FIBA naar het oordeel van de ULEB niet of nauwelijks rekening hield met hun belangen, kondigde zij vanaf seizoen 2000/2001 aan een concurrerende wedstrijd te willen installeren, die sindsdien ook opereert onder de naam EuroLeague. FIBA hervormde zijn competitie nog een keer en noemde het FIBA Suproleague. Omdat echter duidelijk werd dat de financieel sterkste en grootste clubs van Europa de voorkeur gaven aan de ULEB-competitie, stopte FIBA de Suproleague-competitie na slechts één seizoen. Met de introductie van de EuroCup, een andere wedstrijd die door de ULEB is geïnstalleerd, organiseerde FIBA ook de Saporta- en Korać Cup-wedstrijdenen richtte een nieuwe alternatieve wedstrijd op die bekend staat als EuroChallenge.
Dit genoot echter weinig populariteit en vormde de minst significante Europese basketbalcompetitie. In de zomer van 2015 kondigde FIBA een nieuwe clubcompetitie aan en stopte daarvoor de EuroChallenge. Met de FIBA Europe Cup maakte FIBA de weg vrij voor de Champions League. Dit zou opnieuw de belangrijkste van alle clubcompetities moeten zijn. ULEB reageerde op de nieuwe uitdaging door haar eigen competities te hervormen. In de EuroLeague werd bijvoorbeeld het aantal deelnemende teams teruggebracht van 24 naar 16 clubs, maar het aantal te spelen wedstrijden vergroot. Tegelijkertijd nemen 40 teams deel aan de Champions League.

## Winnaars
| Jaar | Plaats                     | Winnaar                  | Uitslag  | Tegenstander        |                        | 3e      | Uitslag                | 4e |
| ---- | -------------------------- | ------------------------ | -------- | ------------------- | ---------------------- | ------- | ---------------------- | -- |
| 2017 | San Cristóbal de La Laguna | Iberostar Tenerife       | 63 - 59  | Bandırma Banvitspor | AS Monaco Basket       | 91 - 77 | Umana Reyer Venezia    |    |
| 2018 | Athene                     | AEK Athene               | 100 - 94 | AS Monaco Basket    | UCAM Murcia            | 85 - 74 | MHP Riesen Ludwigsburg |    |
| 2019 | Antwerpen                  | Virtus Segafredo Bologna | 73 - 61  | Iberostar Tenerife  | Antwerp Giants         | 72 - 58 | Brose Baskets          |    |
| 2020 | Athene                     | San Pablo Burgos         | 85 - 74  | AEK Athene          | JDA Dijon              | 70 - 65 | Casademont Zaragoza    |    |
| 2021 | Nizjni Novgorod            | San Pablo Burgos         | 64 - 59  | Pınar Karşıyaka     | Casademont Zaragoza    | 89 - 77 | SIG Strasbourg         |    |
| 2022 | Bilbao                     | Lenovo Tenerife          | 98 - 87  | Baxi Manresa        | MHP Riesen Ludwigsburg | 88 - 68 | Hapoel Holon           |    |
| 2023 | Málaga                     | Telekom Baskets Bonn     | 77 - 70  | Hapoel Jeruzalem    | Lenovo Tenerife        | 84 - 79 | Unicaja Málaga         |    |
| 2024 | Belgrado                   | Unicaja Málaga           | 80 - 75  | Lenovo Tenerife     | UCAM Murcia            | 87 - 84 | Peristeri BC           |    |
| 2025 | Athene                     | Unicaja Málaga           | 83 - 67  | Galatasaray         | AEK Athene             | 77 - 73 | La Laguna Tenerife     |    |

## Winnaars aller tijden
| Cups | Club                     | In:        |
| ---- | ------------------------ | ---------- |
| 2    | San Pablo Burgos         | 2020, 2021 |
| 2    | La Laguna Tenerife       | 2017, 2022 |
| 2    | Unicaja Málaga           | 2024, 2025 |
| 1    | AEK Athene               | 2018       |
| 1    | Virtus Segafredo Bologna | 2019       |
| 1    | Telekom Baskets Bonn     | 2023       |

## Per land
| Cups | x clubs | Land        |
| ---- | ------- | ----------- |
| 6    | 3       | Spanje      |
| 1    | 1       | Griekenland |
| 1    | 1       | Italië      |
| 1    | 1       | Duitsland   |